# Henry Mulholland (1er baronnet)
Henry George Hill Mulholland (20 décembre 1888 - 5 mars 1971) est un homme politique d'Irlande du Nord.

## Biographie
Mulholland est le troisième fils d'Henry Mulholland (2e baron Dunleath) et de Norah Louisa Fanny Ward. Il fait ses études au Collège d'Eton et au Trinity College, Cambridge . Il est un bon joueur de Cricket de l'Université de Cambridge où il gagne un bleu pour le cricket en trois saisons de 1911 à 1913 et il joue également un match de première classe pour l'Irlande contre l'Écosse en 1911 ,.
Il est membre de la Chambre des communes de l'Irlande du Nord pour Down et secrétaire parlementaire adjoint au ministère des Finances et whip adjoint de 1925 à 1929  après quoi il est président de la Chambre. Il est admis au Conseil privé d'Irlande du Nord en 1930 et en 1945, il est créé baronnet, de Ballyscullion Park dans le comté de Londonderry.
Il épouse Sheelah Brooke (1895-1982), fille de Sir Arthur Brooke, 4e baronnet, et sœur de Basil Brooke (1er vicomte Brookeborough), premier ministre d'Irlande du Nord. Il meurt en mars 1971, âgé de 82 ans, et est remplacé comme baronnet par son fils Michael, qui en 1993 succède à son cousin en tant que cinquième baron Dunleath.